# Wilson Mountain Reservation
Das Gebiet Wilson Mountain Reservation ist ein State Park in Dedham im Bundesstaat Massachusetts der Vereinigten Staaten. Der Park wird vom Department of Conservation and Recreation (DCR) in Kooperation mit den Trustees of Reservations verwaltet und ist seit 1995 Teil des Metropolitan Park System of Greater Boston. Mit einer Ausdehnung von 213 Acres (86,2 ha) stellt er die größte verbliebene Freifläche in Dedham dar.

## Beschreibung
Vom Schutzgebiet aus können die Skyline der Stadt Boston sowie die Blue Hills Reservation gesehen werden. Der Park ist ein wichtiges Rückzugsgebiet für Wildtiere und bietet ein ausgedehntes Netz an Wanderwegen sowie viele Möglichkeiten zur Vogelbeobachtung. Er ist ganzjährig von Sonnenauf- bis Sonnenuntergang geöffnet.